# Over de geknechte wil

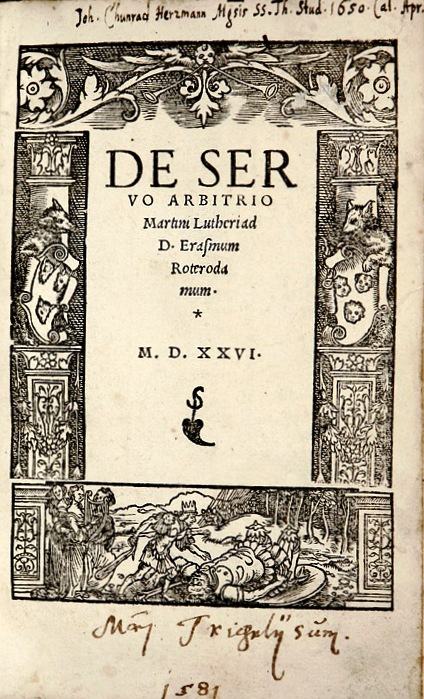
Titelpagina uit 1526

Over de geknechte wil (Latijn: De servo arbitrio) is  een geschrift van de Duitse reformator Maarten Luther uit 1525. Luther schreef het als reactie op de leerstellingen van de Nederlandse humanist Erasmus. Deze had in 1524 het geschrift De libero arbitrio ('Over de vrije wil') geschreven, een aanval op de leerstellingen van Luther.
Centraal in Over de geknechte wil staat de vraag of de mens na de zondeval in staat is om zelfstandig te kiezen tussen goed en kwaad. Het geschrift is onderdeel van een lang theologisch dispuut over de vrije wil en de predestinatie, dat tijdens de Reformatie op het scherp van de snede werd gevoerd. Het geschrift wordt als een van de belangrijkste van Luther beschouwd.

## Erasmus' standpunt
Erasmus, die in de begindagen van de Reformatie nog veel bewondering voor Luther kon opbrengen, was steeds kritischer geworden op de in zijn ogen agressieve manier waarop Luther de Rooms-Katholieke Kerk aanviel. Erasmus was voorstander van graduele hervorming van de Kerk en bleef vasthouden aan het ideaal van een verenigde christenheid. Doordat Luther overtuigd bleef van de rechtmatigheid van zijn kritiek op de Kerk, groeiden Erasmus en hij steeds verder uit elkaar.
Erasmus had betoogd dat ieder mens beschikte over een vrije wil. Hij wees de predestinatieleer af; hij was van mening dat niet alles al was voorbeschikt door God. Op basis van zijn grondige kennis van de Bijbel concludeerde hij dat de biecht, de doop en de bekering van ongelovigen alle pleitten vóór het bestaan van de vrije wil. De goddellijke genade hielp de mens volgens Erasmus om God en Christus te kennen en zelfstandig te kunnen kiezen tussen goed en kwaad.

## Luthers standpunt
Luther keerde zich tegen het optimistisch mensbeeld van de humanisten: hij stelde - in lijn met de apostel Paulus en de kerkvader Augustinus - dat alleen de goddellijke genade de mens naar het goede kon leiden (sola gratia). De mens slaagt er - door het constant begaan van zonden - niet in om God te kennen, aldus Luther.  Op de vraag welk mens dan zijn leven kan beteren, antwoordt Luther: 'Niemand. Want niemand kan door zichzelf zijn leven beteren; en om de betering des levens, die zonder geloof en Geest geschiedt, vraagt de Heere God niet, terwijl het maar huichelarij is. Maar de uitverkorenen en de vromen zullen zich beteren door de werking van de Heilige Geest, maar de anderen zullen onverbeterd blijvend, verloren gaan.' Alle soevereiniteit over het lot van de individuele mens ligt bij God.
Luther kwam tot de conclusie dat mensen die niet verlost waren aan Satan toebehoorden. Satan zal de mensen nooit aan zijn greep laten ontsnappen, tenzij hij daartoe door God gedwongen wordt. Wanneer God iemand verlost, wordt ook de vrije wil verlost en zal die God gaan dienen. Niemand kan zijn eigen verlossing in de hand werken omdat niemand in staat is uit eigen beweging voor het goede te kiezen. Als dit wel zo zou zijn, dan zou God niet oppermachtig zijn, concludeerde Luther. De mens een vrije wil toekennen zou dus godslasterlijk zijn. Dit was wat Luther Erasmus uiteindelijk verweet.

## Voortzetting van het dispuut
Erasmus reageerde in 1526 met het eerste deel van zijn omvangrijke werk Hyperaspistes. Door de lengte en complexiteit van het werk werd het nooit populair.
Luther zelf was zeer trots op zijn geschrift. In een brief aan Wolfgang Capito in 1537 schrijft hij: 'Aangaande [het idee] om mijn werk te bundelen ben ik nogal onverschillig en helemaal niet zo enthousiast, en gegrepen door een Saturnische honger zou ik het 't liefst helemaal opgegeten zien worden. Want ik zie de meeste van mijn geschriften helemaal niet als mijn eigen werk, behalve misschien Over de geknechte wil en de Catechese.'
Latere theologen en kerkhervormers moesten zich tot Luthers geschrift verhouden. Calvijn sloot zich bij Luther aan: ook volgens hem bezit de mens geen vrije wil. De hervormer Melanchthon daarentegen nam een meer gematigde positie in. In zijn Confessio Augustana zoekt hij toenadering tot de Rooms-Katholieke Kerk.